# Xiāng

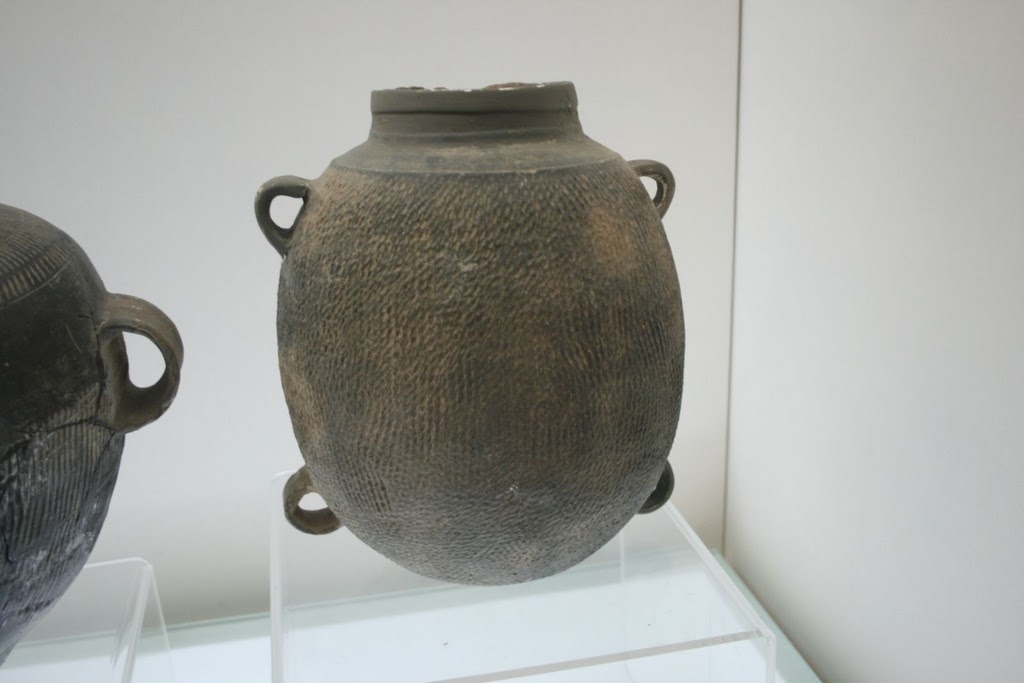
Artefacto

Xiāng (相), es el nombre del 5.º rey de la Dinastía legendaria Xia, que reinó en una de las etapas más intensas y conflictivas del período de esta dinastía. Consiguió su trono en el año de Wuxu (戊戌) y estableció su capital en Shangqiu (商丘), ciudad en la que vivió separado de su padre y antecesor en el cargo. Zhòng Kāng
Fue un mandatario caracterizado por su belicosidad y su expansionismo. Ya en el primer año de su mandato, envió tropas para combatir a los bárbaros de Huái y Fei. Y continuaría con esta política el año siguiente enviando tropas para amedrentar a los bárbaros Feng y Huang.

## Eventos principales
Los eventos principales, según los Anales de bambú fueron los siguientes:
En el 7.º año de su régimen, la tribu Yu mandó a un enviado a Xia.
En el 8.º año de su mandato aparece el que va a ser uno de sus grandes rivales a lo largo de su reinado Han Zhuo (寒浞) quien, junto a su hijo Jiao (浇), asesinaría a Houyi (羿), uno de los vasallos de Xiāng.
En el 9.º año de su régimen, se trasladó a Zhenguan (斟灌), pero al 15.º año de su régimen, volvería a mover su capital hacia Shangqiu, ya que uno de sus vasallos de los Shang (相土), Xiangshi comenzó a luchar a caballo.
En el 20.º año de su régimen, Han Zhuo conquistó Ge (戈). Seis años después Han Zhuo ordenó a su hijo luchar en Zhenguan. En el 27.º año de su régimen, Jiao atacó Xia en Wei y Zhenxun, y los conquistó.
En el 28.º año de su régimen, [Han Zhuo ordenó a su hijo Jiao matar a Xiang. En aquel tiempo, la esposa de Xiang, la reina Ji estaba embarazada. Ella se escapó, y se ocultó en Youren (有仍). El ministro de Xia, Mi (靡) la condujo a Youren. Más tarde, Ji dio a luz a un muchacho, que llamó Shǎo Kāng (少康).
Entonces Shǎo Kāng se ganó el favor de Yu de Youren. El ministro Mi y Shǎo Kāng condujeron a Zhenxun y Zhenguan a luchar contra Han Zhuo.
Shǎo Kāng envió Ru Ai (汝艾) para luchar contra Jiao en Guo (过), Jiao perdería la vida en esta batalla. El ministro Zishu de Xia condujo tropas, con las que luchó y conquistó Ge.
Finalmente el ministro Mi de Xia, asesinaría a Han Zhuo, acabando con toda la rebelión.
Shǎo Kāng devolvería la tranquilidad a la dinastía Xia y ubicaría su nueva capital en Lun (纶).
Todos los vasallos de Xia, anteriores a la sublevación de Hang Zhuo, acudieron para adorar a Shǎo Kāng como nuevo rey de la dinastía Xia.